# Federico Fernández Castillejo
Federico Fernández Castillejo (Còrdova, 10 de desembre de 1899 - Madrid, 26 de setembre de 1980) fou un polític, escriptor i militar andalús, diputat a Corts i governador civil de València durant la Segona República Espanyola.

## Biografia
Era fill de Jose Fernández Jiménez, alcalde de Còrdova pel Partit Liberal i diputat per Còrdova durant la restauració borbònica. L'agost de 1917 ingressà a l'Acadèmia d'Infanteria de Toledo. Després del desastre d'Annual (1921) fou destinat com a alferes a Ceuta, però en 1922 tornà a la Península amb el grau de tinent, i en 1929 assolí el grau de capità d'Estat Major. Afí a Niceto Alcalá-Zamora, en proclamar-se la Segona República Espanyola ingressà al partit Dreta Liberal Republicana, amb el que fou elegit diputat per Còrdova a les eleccions generals espanyoles de 1931. Entre juny i juliol de 1931 fou governador civil de València. En 1931 es llicencià en dret a la Universitat de Sevilla. A les eleccions generals espanyoles de 1933 fou escollit novament diputat, aquest cop per Sevilla i dins les files del Partit Republicà Progressista. Això li va permetre participar amb la delegació sevillana en l'Assemblea de Còrdova de 29–30 de gener de 1933, on es va elaborar el Projecte de Bases per a l'estatut d'autonomia d'Andalusia. En octubre de 1933 també fou director general d'agricultura i en 1935 fou subsecretari d'Obres Públiques i vocal de la comissió parlamentària que investigà l'afer Nombela.
A les eleccions generals espanyoles de 1936 fou escollit novament diputat per Còrdova per la Candidatura Anti-revolucionària oposada a la del Front Popular. Fou vicesecretari de la comissió d'Agricultura de les Corts.
El cop d'estat del 18 de juliol de 1936 el va sorprendre a Còrdova, però aconseguí arribar a Madrid. Allí es va aixoplugar a l'ambaixada de l'Argentina amb la seva família fins que el 13 de febrer de 1937 va aconseguir embarcar al destructor argentí Tucumán que el va portar a Buenos Aires, on va treballar com a escriptor i traductor i va escriure conjuntament amb la diputada Clara Campoamor Heroísmo criollo: la marina argentina en el drama español (1939).
A finals dels anys 1940 tornà a Còrdova, on es dedicà als negocis familiars. Encara que retirat de la política, mantingué correspondència amb Diego Martínez Barrio i l'amistat amb Niceto Alcalá-Zamora. Segons algunes fonts, va morir a Madrid el 26 de setembre de 1980.

## Obres
- Heroísmo criollo: la marina argentina en el drama español (1939) amb Clara Campoamor Buenos Aires.
- La epopeya del nuevo mundo (1942)
- Rodrigo de Triana. (Historia novelada del primer descubridor de América) (1945)
- Andalucía: los andaluces, lo flamenco y lo gitano (1944)
- La ilusión en la conquista: génesis de los mitos y leyendas americanos (1945)